# Geocapromys
Geocapromys es un género de roedores de la familia Capromyidae propios del Caribe, compuesto por tres especies extintas y dos sobrevivientes:
- Geocapromys pleistocenicus. Jutía extinta de la fauna cubana. Es una especie algo mayor que las demás actuales. Vivió en el pleistoceno y comparte características similares con las demás jutías. Vivía en selvas tropicales donde hallaba su alimento que constituían frutas fundamentalmente.[1] Pudo haber sobrevivido hasta la llegada de los europeos.[2]

- Geocapromys columbianus. También endémica de Cuba, se extinguió hacia 1500.[3]

- Geocapromys thoracatus. Jutía de las islas del Cisne (Honduras), sobrevivió en la Pequeña Cisne hasta 1955, cuando se extinguió. Algunos la consideran subespecie de G. brownii.[4]

- Geocapromys ingrahami. La jutía de las Bahamas es una especie amenazada[5] sobreviviente. Habita en matorrales de arbustos de zonas secas o rocosas. las subespecies de las islas Ábaco y las islas Crooked se han extinguido desde 1600.

- Geocapromys brownii. La jutía de Jamaica, mide entre 33 y 45 cm de longitud, con una cola de apenas 45 mm y 1 a 2 kg de peso. Es una especie vulnerable.[6]

- Geocapromys megas. Es el nombre dado a las antepasadas de la jutía cubana Capromys pilorides, encontradas fósiles, en Cuba. Estudiando el material osteológico se determinó que estos taxones son sinónimos.[7]